# Helene J. Kantor
Helene J. Kantor   (Chicago, 15 de juliol de 1919 - 13 de gener de 1993) va ser una arqueòloga de l'Orient Pròxim, historiadora de l'art, i professora de llengues i civilitzacions de l'Orient Pròxim de l'Institut Oriental de la Universitat de Chicago, més coneguda pel seu treball a Chogha Mish des de 1961 fins a 1978.

## Joventut i carrera
Kantor va néixer a Chicago el 1919 amb una miopatia congènita amortidora, una malaltia muscular rara que va limitar la seva activitat i va acabar amb la seva carrera. El seu pare era el psicòleg Jacob Robert Kantor. Va estudiar a la Universitat d'Indiana i va rebre un B.A. en Zoologia i Biologia als 19 anys. Va obtenir el seu doctorat el 1945 de la Universitat de Chicago.

## Investigacions
El 1944, mentre encara era una estudiant, Helene va publicar un article titulat The Final Phase of Predynastic Culture, Gerzean o Semainean en el Journal of Near Eastern Studies. La seva obra més destacada, The Aegean and the Orient in the Second Millennium B.C, va ser publicada el 1947. Aquesta comparació intercultural va demostrar connexions importants entre l'obra d'art de les dues civilitzacions.
A part del seu treball principal a Chogha Mish, va salvar el lloc del proper Chogha Bonut de la seva destrucció pel desenvolupament modern i va dur a terme dues temporades d'investigació el 1976/1977 i el 1977/1978.

## Premis i honors
- El 1984, Kantor va rebre el Premi Arqueològic Percia Schimmel del Museu d'Israel pels seus èxits de tota la vida.
- El 2004, l'Institut Arqueològic d'Amèrica va establir el Helene J Kantor Memorial Lecture.[4]